# Maxim al III-lea al Constantinopolului
Maxim al III-lea (în greacă Μάξιμος Γ΄, transliterat: Maximos 3), născut Manoil Hristonimos (în greacă Μανουήλ Χριστώνυμος, transliterat: Manouil Hristonimos; n. secolul al XV-lea, Peloponez⁠(d), Peloponez, Grecia de Vest și Insulele Ionice⁠(d), Grecia – d. 3 aprilie 1482, Constantinopol, Imperiul Otoman), a fost un cleric ortodox și cărturar grec care a îndeplinit funcția de patriarh ecumenic al Constantinopolului din 1476 până la moartea sa în 1482. El este cinstit ca sfânt în Biserica Ortodoxă, fiind prăznuit în ziua de 17 noiembrie.

## Biografie
Manoil Hristonimos era probabil originar din peninsula Peloponez a Greciei.
El a devenit mare eclesiarh al Patriarhiei Constantinopolului. La scurtă vreme după ocuparea Constantinopolului de către Imperiul Otoman (1453), Manoil a preluat și funcția de mare schevofilax,:176 având astfel grijă de sfintele vase, odoare și moaște ale Patriarhiei, iar în această poziție a avut conflicte pe teme economice cu patriarhul Ghenadie Scholarius (1454-1456). Sub patronajul secretarului sultanului otoman, Demetrios Kyritzes, Manoil, împreună cu marele chartophylax George Galesiotes, au influențat viața Bisericii din Constantinopol timp de mai bine de douăzeci de ani.:255
În 1463 l-a susținut pe patriarhul Ioasaf I (1462-1463) în respingerea cererii politicianului George Amiroutzes, un nobil grec din fostul Imperiu al Trapezuntului, de a i se permite căsătoria cu o a doua soție pentru că aceasta era un caz de bigamie conform dreptului canonic creștin. Ca pedeapsă pentru sprijinul acordat lui Ioasaf, sultanul Mahomed al II-lea a poruncit să i se taie nasul lui Manoil.
În toamna anului 1465 (sau la începutul anului 1466) Manoil a finanțat alegerea ca patriarh a lui Marcu al II-lea (1465-1466), iar mai târziu s-a opus patriarhilor sprijiniți de alte facțiuni, cum ar fi Simeon din Trebizonda (1466) și Dionisie I (1466-1471), care la 15 ianuarie 1467 i-a destituit pe el și pe George Galesiotes din posturile deținute în administrația bisericii.
Cu toate acestea, cei doi și-au recăpătat în curând influența pierdută. Manoil a reușit să redobândească favorurile sultanului Mahomed al II-lea și în primăvara anului 1476 a fost ales el însuși în funcția de patriarh al Constantinopolului. Era încă mirean, așa că mai întâi s-a călugărit, luând numele monahal de Maxim, iar a doua zi a primit sfințirea ca episcop și a fost întronizat patriarh de către mitropolitul Heracleei. Alegerea sa ca patriarh a pus capăt unei perioade de tulburări pentru Biserica Constantinopolului, iar perioada sa de păstorire a fost marcată de pace și consens.:260
Maxim al III-lea a murit la 3 aprilie 1482.
Principala sa operă literară este „Monodia despre cucerirea Constantinopolului”.